# Nuria Roca
Nuria Roca Granell (23 de março de 1972, Moncada, Valência) é uma escritora, atriz, arquiteta, locutora de rádio e apresentadora de televisão espanhola.

## Carreira
Estudou na Universidade Politécnica de Valência, formando em arquitetura em dezembro de 1993. Começou sua carreira na televisão por acaso. Em 1994, fez o teste e participou do programa do Canal 9 La Sort de Cara para arrecadar fundos para suas viagem de fim de curso, tendo sido incentivada por seus amigos. A princípio, ela mostrou uma certa desenvoltura e se sentia bem diante das câmeras. Também pelo Canal 9 apresentou o programa Fem tele.
Em 1998, Chicho Ibáñez Serrador escolheu Nuria para apresentar a segunda fase do concurso sobre o mundo animal Waku Waku, da emissora TVE. Um ano mais tarde apresentou o programa ¿Cuánto cuesta?
Em 31 de dezembro de 1999, ela teve o grande privilégio de inaugurar o Ano Novo para toda a Espanha com os sinos da TVE, ao lado de Ramón García. Os dois apresentariam posteriormente a Gala de Boas-Vindas de 2000, ao lado de Andoni Ferreño e Mabel Lozano. No mesmo ano, ela apresentou o programa para casais no horário nobre, La casa de tus sueños, para a TVE.
Telecinco encarregou Nuria para apresentar Buenas Tardes (2000) e Nada personal (2001), ao lado de Maribel Casany e Llum Barrera. Em 2002, fez sua estreia como atriz na série Javier ya no vive solo, de Emilio Aragón Álvarez.
Nos anos de 2003 a 2005, apresentou La isla de los famosos e UHF, da Antena 3.
Em abril de 2006, foi contratada pelo novo canal de televisão Cuatro, onde apresentou o programa Nos pierde la fama. Em agosto do mesmo ano, o programa foi suspenso por causa de sua gestação. Voltou a apresentar em 3 de fevereiro de 2007, comandando o programa de perguntas Gran Slam, pela mesma emissora.
Em 13 de maio de 2007, ele assumiu o concurso X-Factor, participando de duas edições do programa. Em dezembro de 2007, apresentou com Josep Lobató dois especiais sobre sexo intitulados El sexometro, nos quais foram analisados os hábitos dos espanhóis graças a uma macropesquisa realizada pela empresa de pesquisas Opina.
Em janeiro de 2008, apresentou Tienes talento, um programa que busca encontrar estrelas em qualquer área artística na Espanha, e a partir de maio do mesmo ano, apresentou o programa competitivo El Gran Quiz. No início de 2009, estreou o reality show Perdidos en la tribu, que teve sua segunda temporada em 2010.
No final de 2009, apresentou o programa Reforma Sorpresa, uma adaptação de 60 Minutes Makeover, e um ano depois, Tu vista favorita. Em abril de 2011, estreou com sucesso o programa Perdidos en la ciudad, a sequência de Perdidos en la tribu. Em 2011, apresentou o piloto Academia de sexo, uma adaptação da série britânica Sex Academy.
Em 2011, após a fusão da Gestevisión Telecinco e da Sogecuatro, Nuria foi escolhida como rosto do canal feminino Divinity, onde apresentou talk shows e reportagens. Seu trabalho televisivo mais recente para a Mediaset Espanha foi neste canal, onde apresentou um especial sobre Guilherme, Príncipe de Gales e seu casamento, outro especial sobre Alberto II do Mónaco e outro especial sobre o desfile de moda da Cibeles de 2011.
Em dezembro de 2011, o canal laSexta anunciou a contratação de Nuria Roca para apresentar El Millonario, uma versão de Quem Quer Ser um Milionário, a ser apresentado a partir de 2012.
Depois de dois anos longe da televisão e da vida pública, ela foi para a rádio e assinou com a Melodía FM, em 2014. Em 2017, saiu da rádio e começou a apresentar o programa Fantastic Duo, na emissora La 1.
Em dezembro de 2017, ela retornou ao Cuatro após sete anos afastada do grupo Mediaset España para apresentar o programa de namoro Singles XD. O programa foi cancelado no mesmo mês após 13 episódios pelos baixos índices de audiência.
Em julho de 2018, foi contratada pelo grupo Atresmedia, colaborando com a 13ª temporada de El hormiguero 3.0, na qual participa semanalmente. No início de fevereiro de 2021, ele assumiu a apresentação do programa porque Pablo Motos teve que ficar em quarentena após testar positivo para COVID-19. Depois de apresentar o programa Family Feud: La batalla de los famosos na Antena 3 no verão de 2021, ela apresentou o programa vespertino La roca no La Sexta desde outubro do mesmo ano.

## Filmografia

### Programas de televisão
| Ano             | Título                                 | Emissora   | Notas                    |
| --------------- | -------------------------------------- | ---------- | ------------------------ |
| 1994 – 1997     | La sort de cara                        | Canal Nou  | Apresentadora            |
| 1998 – 000      | Fem tele                               | Canal Nou  | Apresentadora            |
| 1998 – 2001     | Waku Waku                              | TVE        | Apresentadora            |
| 1999            | ¿Cuánto cuesta?                        | TVE        | Apresentadora            |
| 1999 – 2000     | Gala Fin de Año                        | TVE        | Apresentadora            |
| 2000            | La casa de tus sueños                  | TVE        | Apresentadora            |
| 2000 – 2001     | Buenas tardes                          | Telecinco  | Apresentadora            |
| 2001            | Nada personal                          | Telecinco  | Apresentadora            |
| 2003 – 2005     | La isla de los famosos                 | Antena 3   | Apresentadora            |
| 2004            | UHF                                    | Antena 3   | Apresentadora            |
| 2006            | Nos pierde la fama                     | Cuatro     | Apresentadora            |
| 2007            | Gran Slam                              | Cuatro     | Apresentadora            |
| 2007 – 2008     | Factor X                               | Cuatro     | Apresentadora            |
| 2007 – 2008     | El sexómetro                           | Cuatro     | Apresentadora            |
| 2008            | Tienes talento                         | Cuatro     | Apresentadora            |
| 2008            | El gran quiz                           | Cuatro     | Apresentadora            |
| 2009 – 2011     | Perdidos en la tribu                   | Cuatro     | Apresentadora            |
| 2009 – 2010     | Reforma sorpresa                       | Cuatro     | Apresentadora            |
| 2010            | Tu vista favorita                      | Cuatro     | Apresentadora            |
| 2011            | Perdidos en la ciudad                  | Cuatro     | Apresentadora            |
| 2011            | Academia de sexo                       | Cuatro     | Apresentadora            |
| 2011 – 2012     | El millonario                          | laSexta    | Apresentadora            |
| 2017            | Ilustres ignorantes                    | #0 por M+  | Convidada                |
| 2017            | Fantastic Dúo                          | La 1       | Apresentadora            |
| 2017            | A tota pantalla                        | TV3        | Apresentadora            |
| 2017            | Singles XD                             | Cuatro     | Apresentadora            |
| 2018 – presente | El Hormiguero 3.0                      | Antena 3   | Colaboradora             |
| 2020 – 2021     | Road Trip                              | TNT España | Protagonista             |
| 2021 – 2022     | El Hormiguero 3.0                      | Antena 3   | Apresentadora substituta |
| 2021            | Mask Singer: adivina quién canta       | Antena 3   | Investigadora convidada  |
| 2021            | Family Feud: La batalla de los famosos | Antena 3   | Apresentadora            |
| 2021 – presente | La Roca                                | laSexta    | Apresentadora            |
| 2022            | La resistencia                         | #0 por M+  | Convidada                |

### Séries de televisão
| Ano         | Título                 | Personagem     | Notas                                       |
| ----------- | ---------------------- | -------------- | ------------------------------------------- |
| 2001        | 7 vidas                | Clara Romero   | Episódio: Eusebio McGuire                   |
| 2002 – 2003 | Javier ya no vive solo | Sofía Castelló | Elenco principal; 20 episódios              |
| 2014        | Aída                   | Claudia        | Episódio: Hacienda de los horrores          |
| 2014        | La que se avecina      | Lidia          | Episódio: Unas mariposillas                 |
| 2016        | El hombre de tu vida   | Lucía          | Episódio: Tengo algo muy importante         |
| 2022        | Madres. Amor y vida    | Blanca Robledo | Elenco principal; 8 episódios (temporada 4) |

### Filmes
| Ano  | Título    | Personagem     | Diretor           | Nota           |
| ---- | --------- | -------------- | ----------------- | -------------- |
| 2013 | Calabazas | Berta Sandoval | Josemari Martínez | Curta-metragem |

### Programas de rádio
| Ano         | Título                      | Emissora    | Notas         |
| ----------- | --------------------------- | ----------- | ------------- |
| 2002 – 2007 | No somos nadie              | M80 Radio   | Colaboradora  |
| 2010 – 2012 | Atrévete                    | Cadena Dial | Colaboradora  |
| 2014 – 2017 | Lo mejor que te puede pasar | Melodía FM  | Apresentadora |

## Livros
- Roca, Nuria (2007). Sexualmente. [S.l.]: Espasa Libros. ISBN 9788467026146
- Roca, Nuria (2009). Los caracoles no saben que son caracoles. [S.l.]: Espasa Libros. ISBN 9788467030570
- Roca, Nuria; del Val, Juan (2011). Para Ana (de tu muerto). [S.l.]: Espasa Libros, S.L. ISBN 9788467036121
- Roca, Nuria; del Val, Juan (2012). Lo inevitable del amor. [S.l.]: Espasa Libros, S.L. ISBN 9788467008814
- Roca, Nuria (2013). Sexualmente II. [S.l.]: Espasa Libros. ISBN 9788467024258

## Vida pessoal
Casou-se no dia 6 de outubro de 2000, na localidade valenciana de El Puig, com Juan del Val. Teve 3 filhos.

## Prêmios e nomeações
- Nomeada ao TP de Oro (2000) como Melhor Apresentadora por Waku Waku e Buenas Tardes[28]
- Antena de Oro de Televisão (2004) por La selva de los famosos[29]
- Prêmio Cosmopolitan (2008) de Melhor Apresentadora por The X Factor, Tienes talento e El Gran Quiz[30]
- Prêmio para a mulher mais bem calçada da Espanha (2007), concedido pelo Museu do Calçado e com um júri presidido pela Princesa Tessa da Baviera, e que incluiu, entre outros, o cineasta Luis García Berlanga.[31]